# Johannes Hendrikus Donner
Pour les articles homonymes, voir Donner.
Johannes Hendrikus (Hein) Donner, né le 6 juillet 1927 à La Haye et mort le 26 novembre 1988, est un joueur d'échecs néerlandais.

## Biographie et carrière

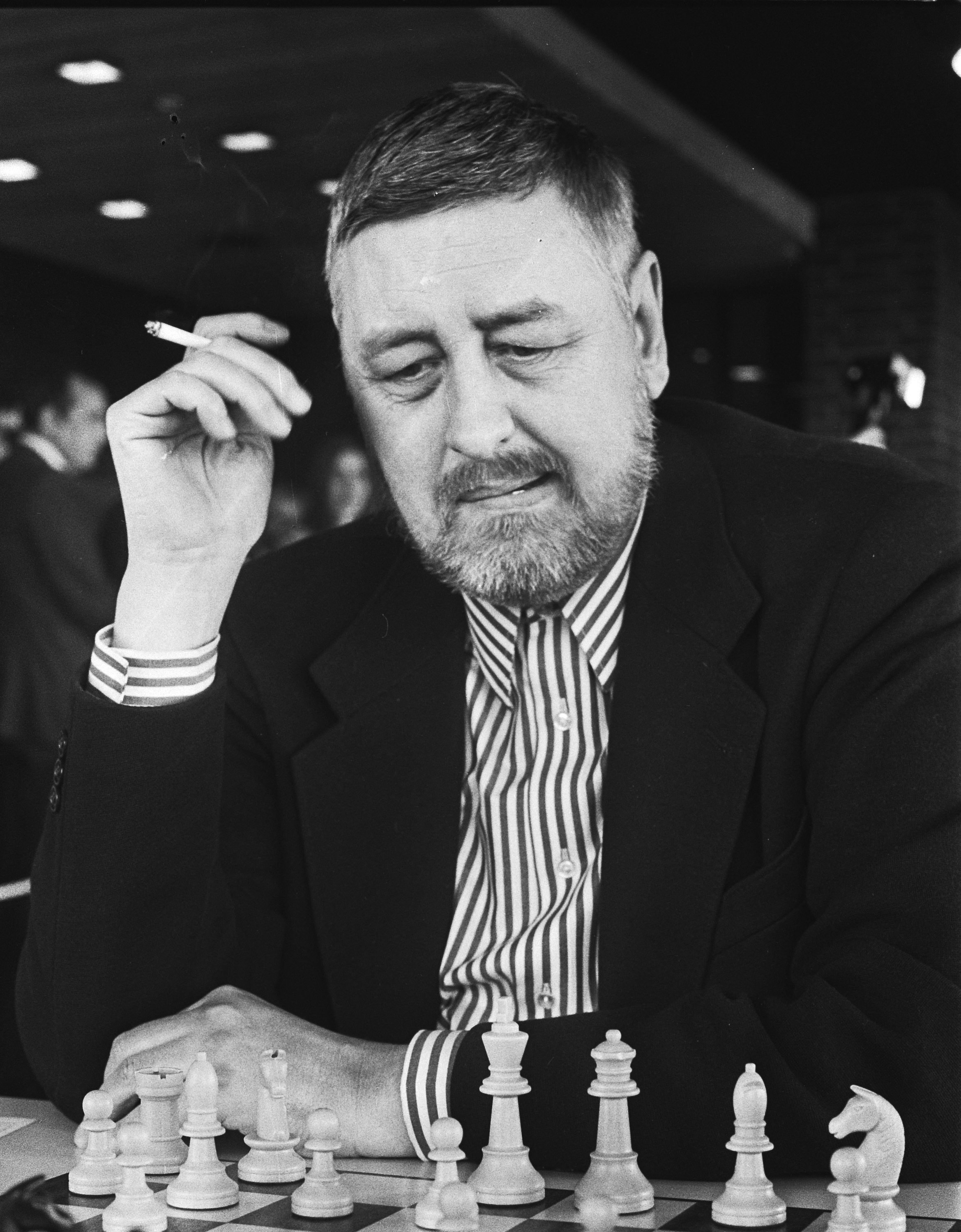
Jan Hein Donner en 1978

Donner est après Euwe et Timman, le plus célèbre joueur des Pays-Bas, nommé grand maître international (GMI) en 1959. Il fut trois fois champion national en 1954, en 1957 et en 1958. Ses victoires en tournois se situent dans la décennie 1960 :
- premier à Beverwijk en 1958 (avec Euwe) et 1963 ;
- premier à Amsterdam (tournoi IBM) en 1965 ;
- premier à Venise en 1967.

Il représente son pays aux Olympiades d'échecs de 1950 à 1978.
Sur le plan politique, il prend position à gauche en 1968 et n'hésite pas à manifester dans la rue. En 1983, il est victime de plusieurs attaques cérébrales qui le handicapent ; il finit sa vie dans un fauteuil roulant.

## Publications
Ses chroniques et reportages publiés dans la presse hollandaise ont été rassemblées dans le livre à succès De Koning (Le Roi).
- (en) The King — Chess Pieces, Alkmaar, New in Chess, 2006 (ISBN 90-5691-171-6)